# Sân bay quốc tế Shah Amanat
Sân ba quốc tế Shah Amanat (IATA: CGP, ICAO: VGEG), được đặt tên theo vị thánh Hồi giáo, là sân bay nằm ở đông nam của thành phố cảng Chittagong. Tên cũ là Sân bay quốc tế MA Hannan nhưng đã được chính phủ Bangladesh đổi tên vào ngày 2 tháng 4 năm 2005.

## Các hãng hàng không và các tuyến điểm
- Air Arabia (Sharjah)
- Biman Bangladesh Airlines (Abu Dhabi, Cox's Bazar, Dhaka, Dubai, Doha, Jeddah, Kolkata, Kuwait, Muscat)
- Best Air (Dhaka)
- GMG Airlines (Bangkok-Suvarnabhumi, Cox's Bazar, Dhaka, Kolkata, Kuala Lumpur)
- Oman Air (Muscat)
- Thai Airways International (Bangkok-Suvarnabhumi)
- United Airways (Bangladesh) (Dhaka, Cox's Bazar)
- RAK Airways (Ras Al Khaimah)
- Royal Bengal Airline (Dhaka)

### Các hãng trước đây
- Indian Airlines
- Phuket Airlines
- SilkAir